# نظرآباد (اسماعیل‌آباد)
نظرآباد روستایی در دهستان اسماعیل‌آباد بخش مرکزی شهرستان خاش استان سیستان و بلوچستان ایران است.

## جمعیت
بر پایه سرشماری عمومی نفوس و مسکن در سال ۱۳۹۵ جمعیت این روستا ۱۷ نفر (۵خانوار) بوده‌است.